# Fejsal Mulić
Fejsal Mulić (in serbo Фејсал Мулић?; Novi Pazar, 3 ottobre 1994) è un calciatore serbo, attaccante dell'Elimai.

## Palmarès

### Club

#### Competizioni nazionali
- Coppa di Slovenia: 1

NŠ Mura: 2019-2020